# Croix de carrefour de Marsat
Ne doit pas être confondue avec la croix de Marsat, une autre croix de pierre à Marsat, également classée MH.
La croix de carrefour de Marsat, localement nommée croix des Roches, est une croix de carrefour du XVIe siècle en pierre située à Marsat. Elle est classée au titre des monuments historiques depuis 1963.  

## Localisation
La croix se dresse à l'extrémité d'un petit square, en bordure d'un carrefour au sud-ouest du bourg de Marsat, commune située juste au sud-ouest de Riom, dans le département du Puy-de-Dôme, en région Auvergne-Rhône-Alpes.

## Description
La croix de carrefour de Marsat est une croix en pierre sculptée d'une étoile à trois branches sur une face, d'une étoile à cinq branches sur la face opposée. Les extrémités des bras sont arrondies en arc de cercle. Le montant se termine, à sa partie supérieure, par un fleuron à deux lobes symétriques de part et d'autre d'un pistil triangulaire terminal. Deux lobes font également saillie à la base de la croix, de part et d'autre de la partie supérieure du nœud. Chacune des faces de la croix est creusée en son centre d'une petite niche en plein cintre, à l'encadrement marqué d'une baguette. Autour de la niche sont sculptées quatre étoiles à cinq branches, deux dans l'axe vertical du montant, les deux autres dans l'axe horizontal des bras. Ce décor est inscrit, sur chaque face, dans un cercle formé d'un câble posé en nimbe, ajouré dans les intervalles du montant et des bras,.

## Historique
La croix date du XVIe siècle, elle est classée,  y compris le socle, au titre des monuments historiques par arrêté du 26 juin 1963.

## Galerie

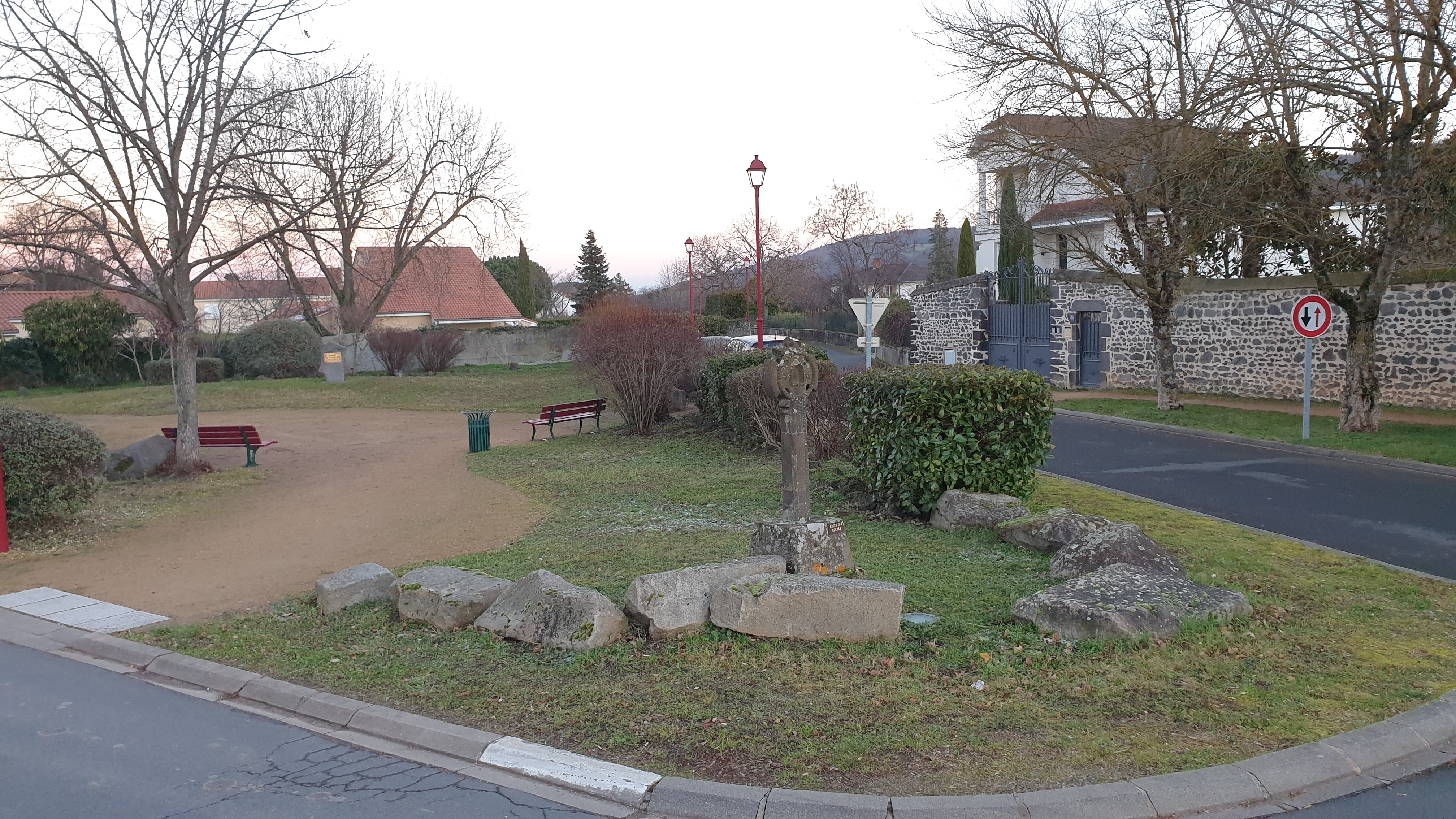
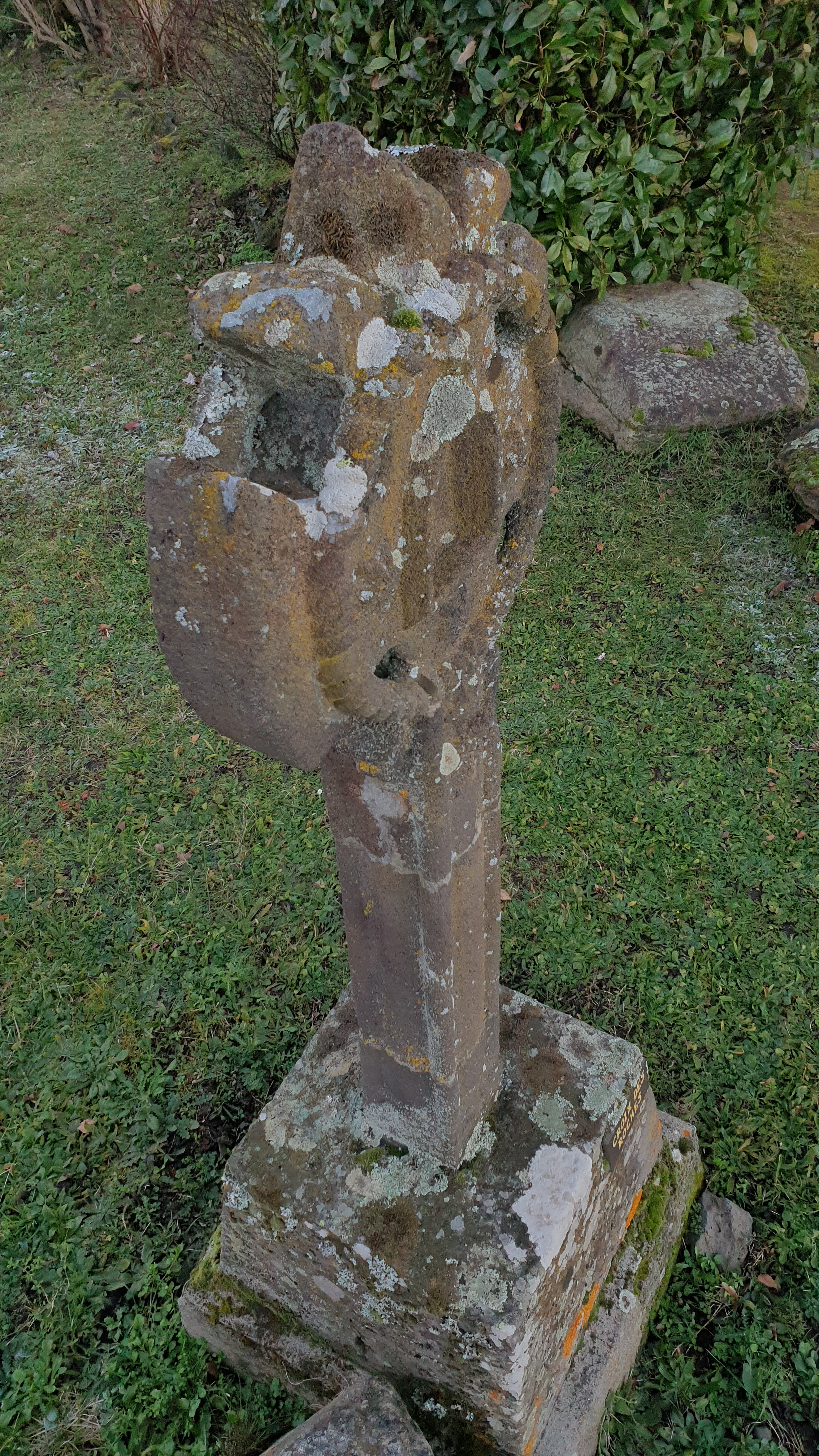
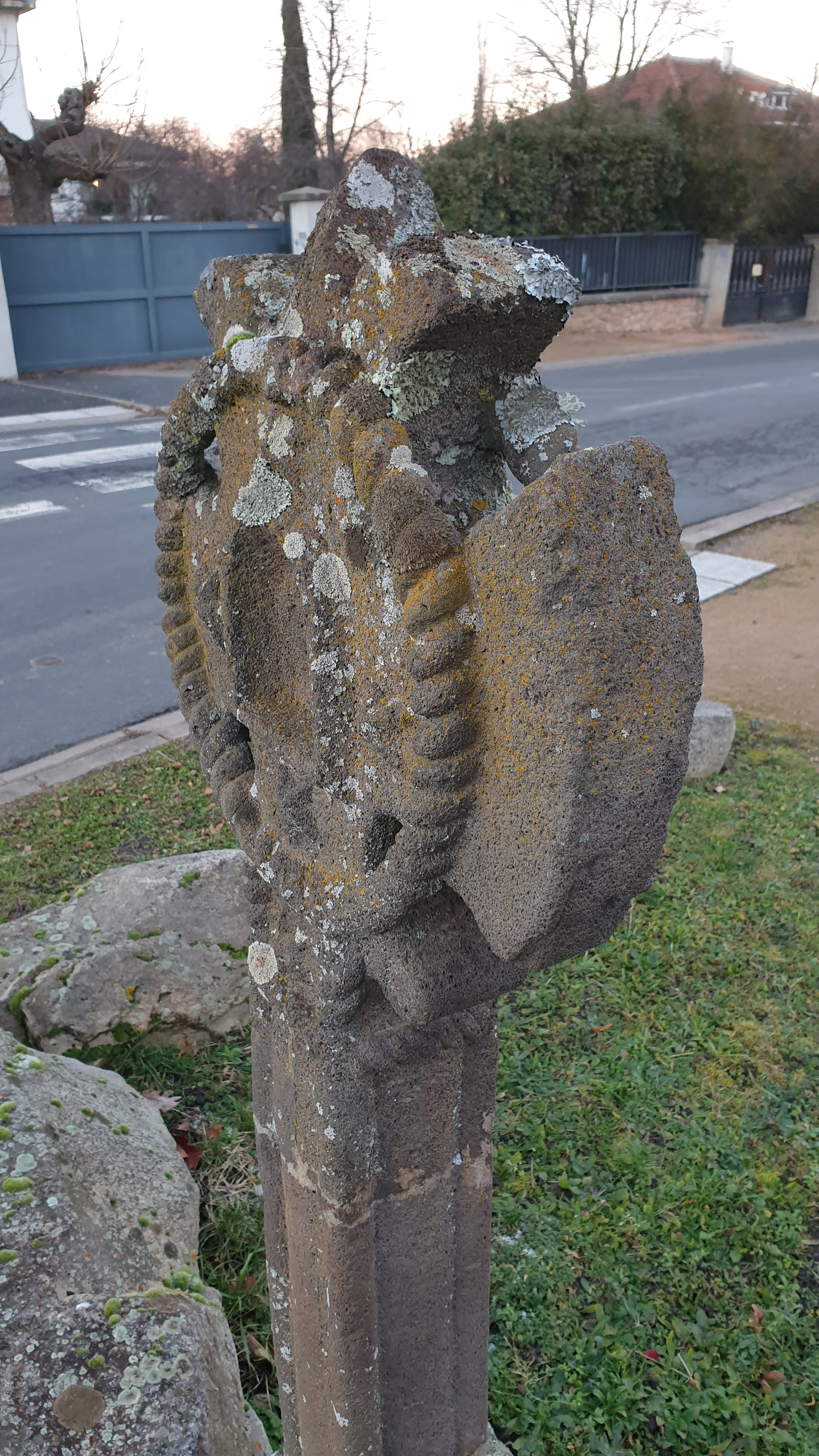
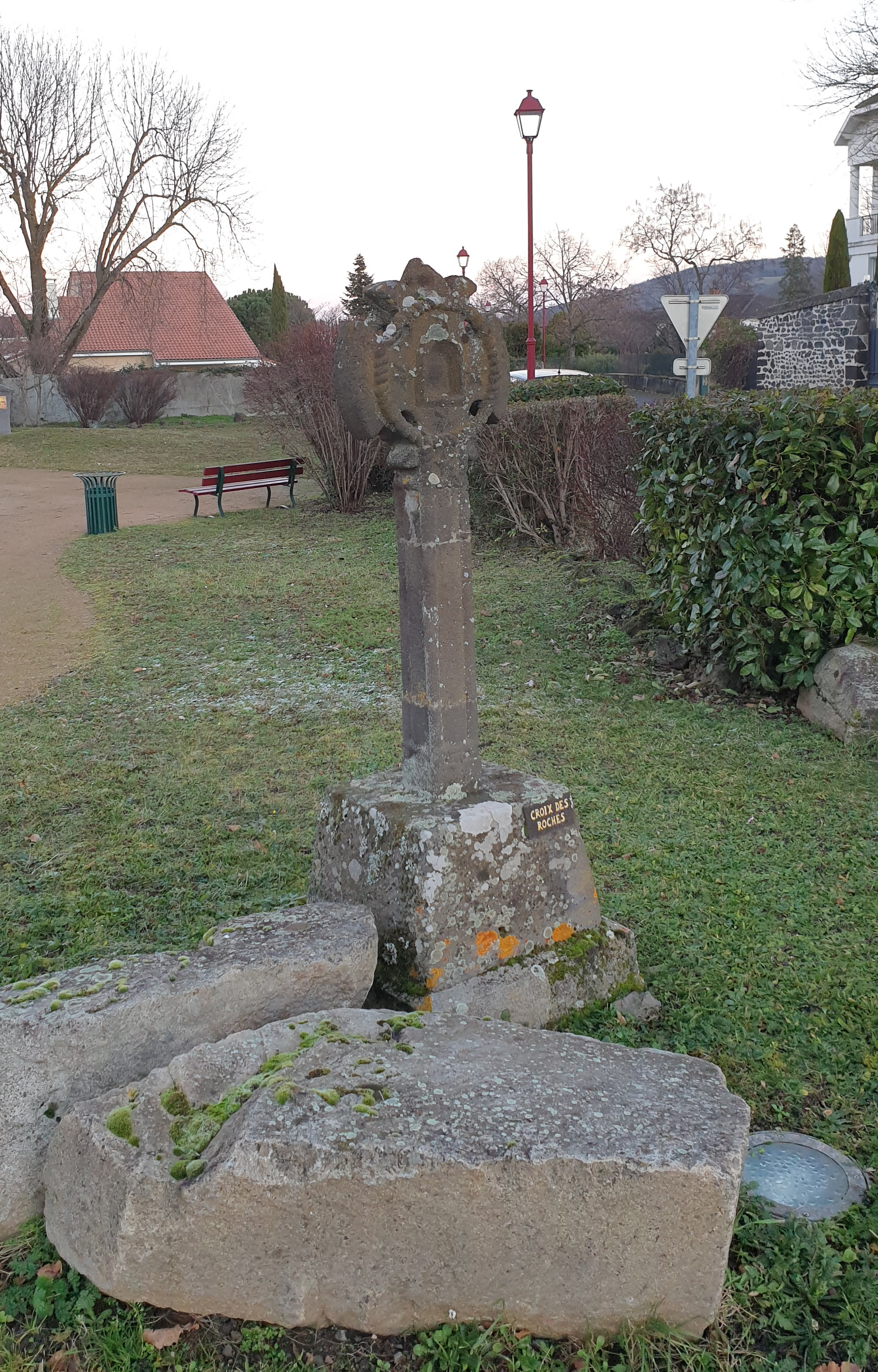